# 南喜市郎
南 喜市郎（みなみ きいちろう、明治29年（1896年）10月23日 - 昭和46年（1971年）2月20日）は、ホタルの研究者。家業の醸造業を営む傍ら守山ゲンジボタル生態調査を行い、人工飼育に取り組み羽化に成功した。ほたる保護思想の普及啓発と増殖に努めた。

## 略歴
南喜市郎は、明治29年（1896年）10月23日滋賀県野洲郡守山町（現滋賀県守山市）に生まれ、本名は喜右衛門と称した。旧滋賀県立八幡商業学校（現滋賀県立八幡商業高等学校）を卒業後、家業の醤油醸造業を手伝い町の青年団長を務めていた大正8年（1919年）、本山彦一（元大阪毎日新聞社社長）が守山を訪れ、南にゲンジボタルの研究を勧めた。
その後、岐阜の昆虫学者名和靖の依頼から守山ゲンジボタル生態調査の案内役をし調査研究に協力した。家業の醸造業を営む傍ら、守山近辺のゲンジボタルが乱獲や河川の汚れにより減少していくことを憂え、昭和3年（1928年）、自宅に研究室を設けて独力でゲンジボタルの人工飼育に取り組み、昭和30年（1955年）、初めてホタルの羽化に成功。その後もホタルの生態研究や、工場排水調査を継続し、保護思想の普及啓発と増殖対策に努め、昭和33年（1958年）、ゲンジボタルの室内飼育に成功した。
昭和36年（1961年）に40年間の研究観察をまとめた「ホタルの研究」を著し、また5年後には「ホタルの新しい飼育方法（恒温水槽法）」を著した。昭和43年（1968年）、「全国ほたる研究会」を発足し初代会長に就任し、守山で第1回研究大会を開催した。昭和46年（1971年）2月20日75歳で死去した。

## 書籍
著作
- 「ホタルの研究」（太田書店 1961年）
- 「ホタルの新しい飼育方法（恒温水槽法）」（ホタル研究所 1966年）

南喜市郎に係る書籍
- 「ゲンジボタルと生きる ホタルの研究に命を燃やした南喜市郎」（国松俊英著 くもん出版 1990年）
- 「朝日ジャーナル4(27)(174) 1962年7月」  P68「ここに生きる ホタルを守る 南喜市郎さん 稲垣一郎」（朝日新聞社）